# Microbiología oral

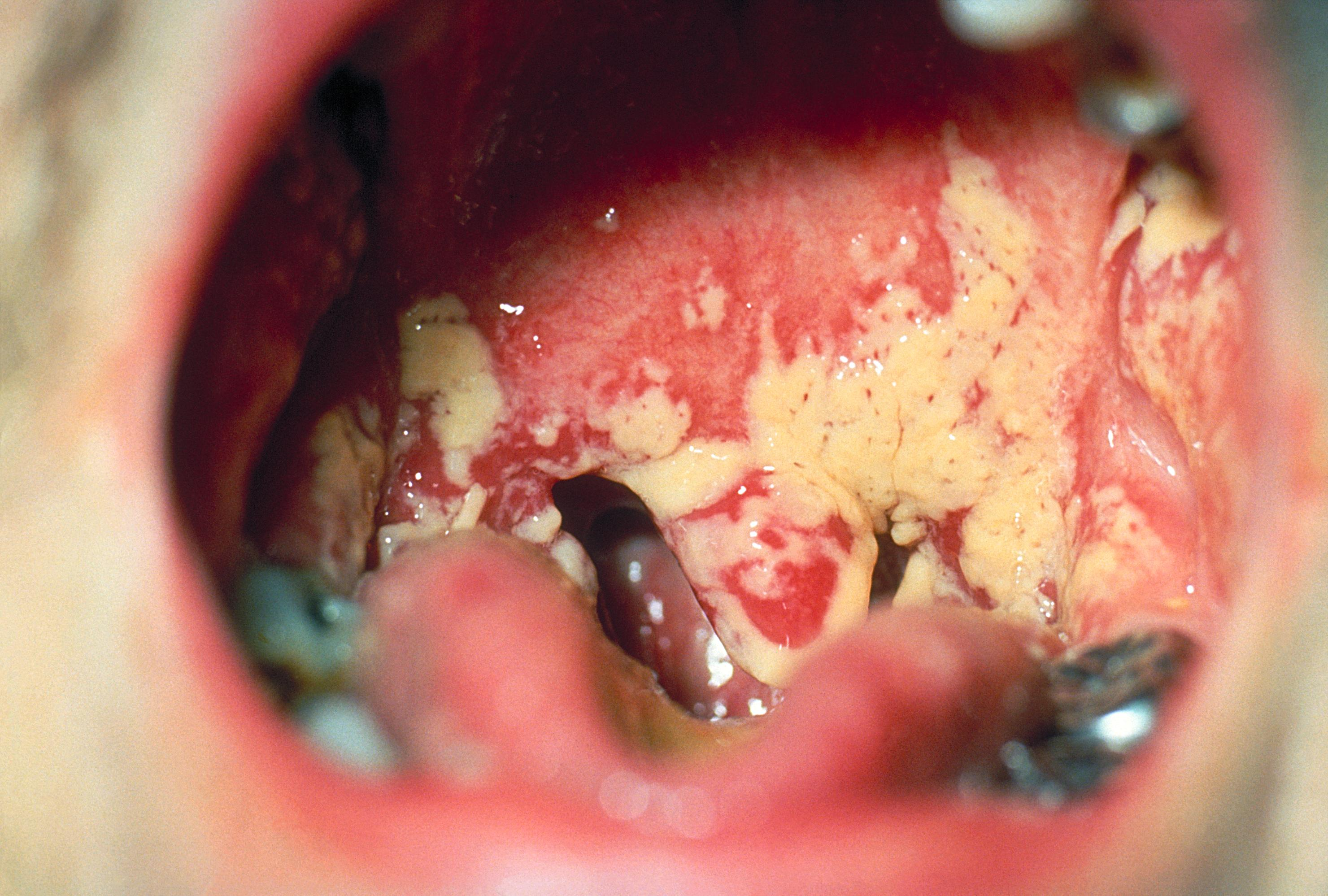
Tordo oral, una condición común causada por el crecimiento excesivo del hongo Candida albicans. Los casos se caracterizan por el crecimiento de parches de hongos amarillentos y enmarañados en la boca.

La microbiología oral es el estudio de los microorganismos (microbiota) de la cavidad oral y sus interacciones entre microorganismos orales o con el huésped. El ambiente presente en la boca humana es adecuado para el crecimiento de microorganismos característicos que se encuentran allí. Proporciona una fuente de agua y nutrientes, así como una temperatura moderada. Los microbios residentes de la boca se adhieren a los dientes y las encías para resistir el enjuague mecánico de la boca al estómago, donde el ácido clorhídrico destruye los microbios sensibles al ácido.
Las bacterias anaerobias en la cavidad oral incluyen: Actinomyces, Arachnia, Bacteroides, Bifidobacterium, Eubacterium, Fusobacterium, Lactobacillus, Leptotrichia, Peptococcus, Peptostreptococcus, Propionibacterium, Selenomonas, Treponema y Veillonella.  Los géneros de hongos que se encuentran con frecuencia en la boca incluyen Candida, Cladosporium, Aspergillus, Fusarium, Glomus, Alternaria, Penicillium y Cryptococcus, entre otros. Las bacterias se acumulan en los tejidos orales duros y blandos en las biopelículas. La adhesión bacteriana es particularmente importante para las bacterias orales. Curiosamente, se ha observado que la microbiota oral difiere entre hombres y mujeres en condiciones de salud oral, pero especialmente durante la periodontitis. 
Las bacterias orales han desarrollado mecanismos para detectar su entorno y evadir o modificar el huésped. Las bacterias ocupan el nicho ecológico proporcionado por la superficie del diente y el epitelio gingival. Sin embargo, un sistema de defensa innato del huésped altamente eficiente monitorea constantemente la colonización bacteriana y previene la invasión bacteriana de los tejidos locales. Existe un equilibrio dinámico entre las bacterias de la placa dental y el sistema innato de defensa del huésped. De particular interés es el papel de los microorganismos orales en las dos principales enfermedades dentales: la caries dental y la enfermedad periodontal. Además, la investigación ha correlacionado la mala salud oral y la capacidad resultante de la microbiota oral de invadir el cuerpo para afectar la salud cardíaca y la función cognitiva.

## Microflora Oral

Informe de análisis de laboratorio de microbiología oral.

Se sabe que el microbioma oral, que comprende principalmente bacterias que han desarrollado resistencia al sistema inmune humano, impacta al huésped para su propio beneficio, como se ve con las caries dentales. El ambiente presente en la boca humana permite el crecimiento de microorganismos característicos que se encuentran allí. Proporciona una fuente de agua y nutrientes, así como una temperatura moderada. Los microbios residentes de la boca se adhieren a los dientes y las encías para resistir el enjuague mecánico de la boca al estómago, donde el ácido clorhídrico destruye los microbios sensibles al ácido.
Las bacterias anaerobias en la cavidad oral incluyen: Actinomyces, Arachnia, Bacteroides, Bifidobacterium, Eubacterium, Fusobacterium, Lactobacillus, Leptotrichia, Peptococcus, Peptostreptococcus, Propionibacterium, Selenomonas, Treponema y Veillonella. Además, también se encuentran varios hongos en la cavidad oral, que incluyen: Candida, Cladosporium, Aspergillus, Fusarium, Glomus, Alternaria, Penicillium y Cryptococcus. La cavidad oral de un bebé recién nacido no contiene bacterias, pero rápidamente se coloniza con bacterias como Streptococcus salivarius. Con la aparición de los dientes durante el primer año, la colonización por Streptococcus mutans y Streptococcus sanguinis ocurre cuando estos organismos colonizan la superficie dental y la encía. Otras cepas de estreptococos se adhieren fuertemente a las encías y las mejillas, pero no a los dientes. El área de la grieta gingival (estructuras de soporte de los dientes) proporciona un hábitat para una variedad de especies anaeróbicas. Bacteroides y espiroquetas colonizan la boca alrededor de la pubertad. De particular interés es el papel de los microorganismos orales en las dos principales enfermedades dentales: la caries dental y la enfermedad periodontal. 

## Nicho
El hábitat del microbioma oral es esencialmente las superficies del interior de la boca. La saliva juega un papel considerable en la influencia del microbioma oral. Más de 800 especies de bacterias colonizan la mucosa oral, 1.300 especies se encuentran en la grieta gingival, y casi 1.000 especies comprenden placa dental. La boca es un ambiente rico para cientos de especies de bacterias, ya que la saliva es principalmente agua y muchos nutrientes pasan por la boca cada día. Al besarse, solo se necesitan 10 segundos para que se intercambien no menos de 80 millones de bacterias por el paso de la saliva. Sin embargo, el efecto es transitorio, ya que cada individuo vuelve rápidamente a su propio equilibrio.
Gracias al progreso en las técnicas de biología molecular, la comprensión científica de la ecología oral está mejorando. La ecología oral se está cartografiando de manera más exhaustiva, incluyendo la lengua, los dientes, las encías, las glándulas salivales, etc., que albergan estas comunidades de diferentes microorganismos.
El sistema inmunitario del huésped controla la colonización bacteriana de la boca y previene la infección local de los tejidos. Existe un equilibrio dinámico notablemente entre las bacterias de la placa dental y el sistema inmunitario del huésped, lo que permite que la placa permanezca en la boca cuando se eliminan otras biopelículas.
En equilibrio, la biopelícula bacteriana producida por la fermentación de azúcar en la boca es rápidamente arrastrada por la saliva, a excepción de la placa dental. En casos de desequilibrio en el equilibrio, los microorganismos orales crecen fuera de control y causan enfermedades orales como la caries dental y la enfermedad periodontal. Varios estudios también han relacionado la mala higiene bucal con la infección por bacterias patógenas.

## Rol en salud

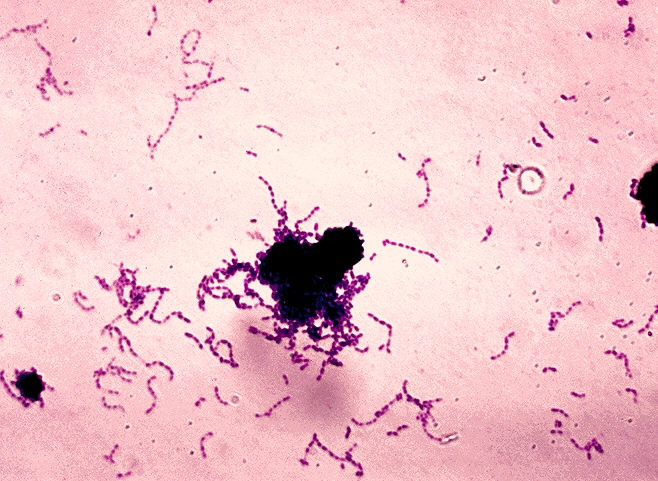
Streptococcus mutans. Tinción de Gram. Cultivo en caldo de tioglicolato. La morfología es similar a una varilla con cadenas cuando se cultiva en caldo. Puede provocar endocarditis bacteriana subaguda y caries dental. Estreptococos

Hay muchos factores de salud bucal que deben preservarse para prevenir la patogénesis del microbioma oral o las enfermedades de la boca. La placa dental es el material que se adhiere a los dientes y consiste en células bacterianas (principalmente S. mutans y S. sanguis), polímeros salivales y productos bacterianos extracelulares. La placa es una biopelícula en las superficies de los dientes. Esta acumulación de microorganismos somete los dientes y los tejidos gingivales a altas concentraciones de metabolitos bacterianos, lo que resulta en una enfermedad dental. Si no se cuida, mediante el cepillado o el uso de hilo dental, la placa puede convertirse en sarro (su forma endurecida) y provocar gingivitis o enfermedad periodontal. En el caso de las caries dentales, las proteínas involucradas en la colonización de los dientes por Streptococcus mutans pueden producir anticuerpos que inhiben el proceso cariogénico que puede usarse para crear vacunas. Se ha encontrado que las especies de bacterias típicamente asociadas con la microbiota oral están presentes en mujeres con vaginosis bacteriana. Los géneros de hongos que se encuentran con frecuencia en la boca incluyen Candida, Cladosporium, Aspergillus, Fusarium, Glomus, Alternaria, Penicillium y Cryptococcus, entre otros. Además, la investigación ha correlacionado la mala salud oral y la capacidad resultante de la microbiota oral de invadir el cuerpo para afectar la salud cardíaca y la función cognitiva. Los altos niveles de anticuerpos circulantes contra los patógenos orales Campylobacter rectus, Veillonella parvula y Prevotella melaninogenica están asociados con la hipertensión en humanos.

### Importancia de la higiene dental
Mantener una microflora oral equilibrada es importante para el bienestar total. La mejor manera de mantener este entorno es con una higiene oral adecuada. Un cepillado y uso de hilo dental insuficientes pueden provocar enfermedades de las encías y los dientes y, finalmente, la pérdida de los dientes. Además, la mala higiene dental se ha relacionado con afecciones como la osteoporosis, la diabetes y las enfermedades cardiovasculares. Se sabe que algunas enfermedades y medicamentos limitan el flujo salival, lo que facilita el crecimiento excesivo de bacterias en la boca sin eliminarlas. Para evitar posibles efectos secundarios de una mala higiene bucal, es importante cepillarse los dientes y usar hilo dental todos los días, programar limpiezas regulares, llevar una dieta saludable y usar un cepillo de dientes recientemente reemplazado. 

## Problemas y áreas de investigación
El ambiente oral (temperatura, humedad, pH, nutrientes, etc.) impacta la selección de poblaciones adaptadas (y algunas veces patógenas) de microorganismos. Para una persona joven o un adulto con buena salud y con una dieta saludable, los microbios que viven en la boca se adhieren a las mucosas, los dientes y las encías para resistir la eliminación de la saliva. Finalmente, en su mayoría son arrastrados y destruidos durante su viaje a través del estómago. El flujo salival y las condiciones orales varían de persona a persona, y también en relación con la hora del día y si una persona duerme o no con la boca abierta. Desde la juventud hasta la vejez, toda la boca interactúa y afecta el microbioma oral. A través de la laringe, numerosas bacterias pueden viajar a través del tracto respiratorio hasta los pulmones. Allí, la mucosa se encarga de su eliminación. La microflora oral patógena se ha relacionado con la producción de factores que favorecen las enfermedades autoinmunes como la psoriasis y la artritis, así como los cánceres de colon, pulmones y senos.

## Comunicación intercelular
La mayoría de las especies bacterianas que se encuentran en la boca pertenecen a comunidades microbianas, llamadas biopelículas, cuya característica es la comunicación interbacteriana. El contacto entre células está mediado por adhesinas proteicas específicas y, a menudo, como en el caso de la agregación entre especies, por receptores complementarios de polisacáridos. Otro método de comunicación involucra moléculas de señalización célula-célula, que son de dos clases: las que se usan para la señalización intraespecies y las que se usan para la señalización entre especies. Un ejemplo de comunicación entre especies es la detección de quórum. Se ha demostrado que las bacterias orales producen péptidos pequeños, como péptidos estimulantes de la competencia, que pueden ayudar a promover la formación de biopelículas de una sola especie. Una forma común de señalización entre especies está mediada por 4, 5-dihidroxi-2, 3-pentanodiona (DPD), también conocida como autoinductor-2 (Al-2).